# Orison Rudolph Aggrey
Orison Rudolph Aggrey (Salisbury, Carolina do Norte, 24 de julho de 1926 — 6 de abril de 2016, Alexandria, Virgínia) foi um diplomata norte-americano que serviu como Embaixador dos Estados Unidos no Senegal, Gâmbia e Romênia.
Aggrey nasceu em 1926 em Salisbury, Carolina do Norte, como o mais jovem de quatro filhos do Dr. James Emman Kwegyir Aggrey, um imigrante mais tarde o co-fundador da Achimota School, e Rosebud Aggrey (Douglass). 
Graduou-se em 1946 pelo Instituto Hampton e recebeu seu mestrado pela Universidade de Syracuse em 1948.
Em 1977, o presidente Jimmy Carter nomeou Aggrey como Embaixador Extraordinário e plenipotenciário dos Estados Unidos para a Romênia.
Morreu em abril de 2016 com a idade de 89 anos.